# Mihajlije
Mihajlije je naselje u Republici Hrvatskoj u Požeško-slavonskoj županiji, u sastavu općine Brestovac.

## Zemljopis
Mihajlije su smještene oko 26 km sjeverozapadno od Brestovca, sjeverno od Striježevice i ceste Kamenska - Voćin.

## Stanovništvo
U zadnja četiri popisa stanovništva Mihajlije nisu imale stanovnika.
| broj stanovnika |       |       |       |       |       | 97    | 86    | 100   | 38    | 23    | 13    | 3     |       |       |       |       |       |
|                 | 1857. | 1869. | 1880. | 1890. | 1900. | 1910. | 1921. | 1931. | 1948. | 1953. | 1961. | 1971. | 1981. | 1991. | 2001. | 2011. | 2021. |